# 시마자키 유키코

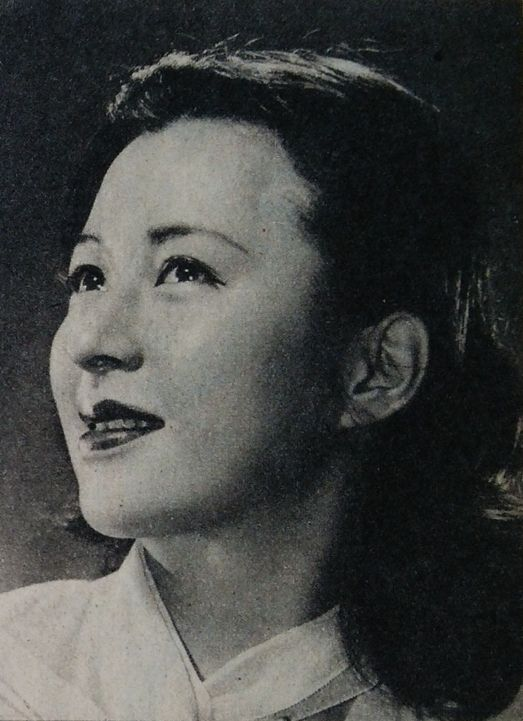

시마자키 유키코(Yukiko Shimazaki, 1931년 2월 25일 ~ 2014년)는 일본의 배우이다.
도쿄에서 태어났다.

## 영화
- 모래 위의 식물군 (1964년)
- 7인의 사무라이 (1954년)
- 럭키맨 (1952년)
- 젊은이 (1952년)
- 밥 (1951년)
- 파란 진주 (1951년)